# ملا عزت
ملا عزت هو قائد من بغمان، أفغانستان، لقوات تنظيم الدعوة الإسلامية التابع لعبد الرسول سياف، والجمعية الإسلامية، خلال الحرب الأهلية في أفغانستان. خلال المقاومة ضد السوفيت، كان عضواً في المجلس الإشرافي للشمال الذي يديره أحمد شاه مسعود، حيث كان يقود 600 رجل. كان متورطًا في تخطيط عملية أفشار التي أدت إلى مقتل مئات المدنيين.